# Rajon Bolschakowo
Der Rajon Bolschakowo (russisch Большаковский район, Bolschakowski rajon) war ein von 1947 bis 1962 bestehender Rajon in der russischen Oblast Kaliningrad. Er befand sich im Norden der Oblast. Sein Verwaltungssitz war die Siedlung Bolschakowo (Groß Skaisgirren).

## Geschichte
Gebildet wurde der Rajon am 25. Juli 1947 aus Teilen des Rajon Slawsk und des Rajon Tschernjachowsk. Verwaltet wurde er vom Exekutivkomitee des Bolschakowsker Rajonsowjets der Abgeordneten der Werktätigen (ru. Исполнительный комитет Большаковского районного Совета депутатов трудящихся, Ispolnitelny komitet Bolschakowskowo rajonowo Soweta deputatow trudjaschtschichsja; kurz: Большаковский Райисполком, Bolschakowski Rajispolkom). Am 12. Dezember 1962 wurde der Rajon wieder aufgelöst und an den Rajon Slawsk angeschlossen.

### Einwohner
| Jahr | Einwohner |
| ---- | --------- |
| 1959 | 14.276    |

### Dorfsowjets 1947–1962
| Name          | Verwaltungssitz | deutscher Name                | Bemerkungen                                |
| ------------- | --------------- | ----------------------------- | ------------------------------------------ |
| Bolschakowski | Bolschakowo     | Groß Skaisgirren (Kreuzingen) |                                            |
| Kalinowski    | Kalinowka       | Groß Aulowönen (Aulenbach)    |                                            |
| Pridoroschny  | Pridoroschnoje  | Groß Asznaggern (Grenzberg)   | bis 1960, dann vermutlich zu Bolschakowski |
| Salessowski   | Salessje        | Mehlauken (Liebenfelde)       |                                            |
| Wyssokowski   | Wyssokoje       | Popelken (Markthausen)        |                                            |

### Funktionsträger

#### Parteisekretäre der WKP(B)/KPdSU
- 1947: A. D. Truschin (А. Д. Трушин)
- 1947–1950: Iwan Alexandrowitsch Anziferow (Иван Александрович Анциферов)
- 1950–1954: Alexei Fedotowitsch Judin (Алексей Федотович Юдин)
- 1954–1956: A. I. Antonow (А. И. Антонов)
- 1956–1961: Alexei Fedotowitsch Judin (Алексей Федотович Юдин)
- 1961–1962: Dmitri Maximowitsch Sanin (Дмитрий Максимович Санин)

#### Vorsitzende
- 1947–1948: S. P. Jumatow (С. П. Юматов)
- 1948–1950: G. S. Tremassow (Г. С. Тремасов)
- 1950–1951: K. K. Taschtschijew (К. К. Тащиев)
- 1951–1954: I. O. Sawin (И. О. Савин)
- 1954–1961: Wassili Wassiljewitsch Schkurin (Василий Васильевич Шкурин)
- 1961–1962. Walentin Iwanowitsch Mossin (Валентин Иванович Мосин)